# Szent György-fatemplom (Felsőkocsoba)
A felsőkocsobai Szent György-fatemplom műemlékké nyilvánított épület Romániában, Bihar megyében. A romániai műemlékek jegyzékében a  BH-II-m-B-01136 sorszámon szerepel.